# Death Rally
 (mai 2019).
Si vous disposez d'ouvrages ou d'articles de référence ou si vous connaissez des sites web de qualité traitant du thème abordé ici, merci de compléter l'article en donnant les références utiles à sa vérifiabilité et en les liant à la section « Notes et références ».
Death Rally est un jeu vidéo sorti le 6 septembre 1996. Le jeu a été développé par Remedy Entertainment puis édité par Apogee. Dans ce jeu, considéré comme un des meilleurs de l'année, le joueur commence avec 495$ en poche et une voiture appelée Vagabond (basée sur la coccinelle de Volkswagen), et doit participer à des courses mortelles avec des voitures adverses armées jusqu'à la calandre pour remporter de l'argent et des points. L'objectif final est de battre le boss du jeu, le roi incontesté de Death Rally.
Une version exécutable sous Windows est disponible gratuitement sur le site Remedy depuis le 20 octobre 2009. 
Un remake pour iPhone et iPad est sortie le 28 mars 2011, porté par la suite sur Android le 13 avril 2012, et sous Windows le 3 août 2012.

## Système de jeu

### Voitures
Chaque voiture peut recevoir un certain nombre d'améliorations qui augmentent les capacités de défense (l'armure), la maniabilité (les pneus) et la vitesse de pointe (le moteur). Les armes ne peuvent être améliorées qu'en changeant de voiture mais il est possible d'acquérir des améliorations temporaires à un prix plus élevé comme par exemple un pare-chocs avant avec des pointes (bumper spikes), des mines à poser sur la route (land mines) ou un booster (rocket fuel) pour augmenter la vitesse durant quelques secondes et abîmer les voitures adverses un peu trop proches. Avant chaque course, le joueur peut louer les services d'un mécanicien pour saboter une partie d'une voiture adverse.
Liste des voitures disponibles :
- Vagabond (basée sur la Coccinelle)
- Dervish (pick-up)
- Sentinel (une 4 portes)
- Shrieker (basée sur la Chevrolet Camaro 3e génération)
- Wraith (basée sur la Porsche 911)
- Deliverator (inspirée par la Mach 5 de Speed Racer)

### Circuits
Chaque jour de course est divisé en 3 courses (trois niveaux de difficulté) ouvertes à tous les participants (4 au maximum) sans tenir compte de leur score, même si le jeu suggère de ne pas entrer dans les courses de niveau moyen sans la Sentinel et dans les courses de niveau difficile sans la Wraith. Pour éviter au joueur de faire directement les courses difficiles qui rapportent plus de points et d'argent, aucun bonus n'est attribué au joueur si son véhicule est détruit ou s'il termine la course en dernière position.
En tout, le jeu comporte dix-neuf courses, mais la moitié des courses de championnat sont des répliques des autres, tournées à 180 degrés. Certaines ne sont disponibles qu'à certains niveaux.
- Suburbia et West End (Facile)
- Holocaust et Toxic Dump (Facile)
- Oasis et Palm Side (Facile-Moyen)
- Rock Zone et Hell Mountain (Facile-Moyen)
- Snake Alley et Desert Run (Facile-Moyen)
- Utopia et Complex (Moyen-Difficile)
- Bogota et Borneo (Moyen-Difficile)
- Downtown et Newark (Moyen-Difficile)
- Velodrome et Eidolon (Difficile)
- The Arena (Course finale suivant le championnat)

Durant le championnat, les courses de niveau facile rapportent trois, deux, et un point aux trois premiers ; celles de niveau moyen, cinq, trois, et un point ; enfin celles du niveau difficile, dix, sept, et quatre points — à l'exception des possesseurs de voitures qui ont brûlé. Chaque victoire rapporte, un prix croissant selon le niveau.
Le joueur peut également remporter de l'argent en accomplissant des missions secondaires comme gagner trois courses de suite, détruire tous ses adversaires ou encore finir la course avec 2 % de dégât ou moins. Avant une course, le joueur peut également être invité à exécuter un travail spécifique, comme récupérer des stéroïdes le long de la voie et gagner la course, ou éliminer un certain adversaire. Une mission réussie donne au joueur un bonus d'argent, alors qu'un échec lui en enlève. Ces missions sont facultatives et le joueur peut accepter ou refuser le contrat si cela lui semble trop difficile.

### Adversaires
Tous les joueurs commencent avec un certain nombre de points, de 100 (les adversaires les plus forts comme Duke Nukem ou Sam Speed) à 0 (le joueur) et avec différentes voitures. Le joueur choisi un avatar qui n'apparaîtra pas dans la liste des adversaires ce qui est un bon moyen d'enlever Duke Nukem car il possède une armure supplémentaire qui le rend très difficile à éliminer.
- Conducteur de Vagabond : Bogus Bill et Farmer Ted
- Conducteur de Dervish : Liz Arden, Diesel Joe et Mic Dair
- Conducteur de Sentinel : Mori Sato, Suzy Stock, Iron John et Cher Stone
- Conducteur de Shrieker : Lee Vice, Dark Ryder et Greg Peck
- Conducteur de Wraith : Mad Mac, Motor Mary, Matt Miller et Clint West
- Conducteur de Deliverator : Nasty Nick, Jane Honda, Sam Speed et Duke Nukem

La plupart d'entre eux participent toujours à la même course (facile, moyen, difficile) mais occasionnellement, ils peuvent participer à une course plus facile ce qui permet certaines tactiques :
par exemple, si le joueur conduit une Sentinel améliorée et voit un conducteur de Deliverator dans une course moyenne et deux conducteurs de Wraith et un de Shrieker dans la difficile, il peut être intéressant de participer à la course difficile.
Au bout d'un certain temps de jeu, il est possible que certains adversaires achètent la voiture supérieure à leur voiture de base (on peut voir par exemple Motor Mary avec un Deliverator) ou l'inverse si ceux-ci ont trop perdu d'argent (par exemple Greg Peck avec une Sentinel).
Quand le joueur atteint la première place, il est défié par un adversaire qui possède la voiture la plus rapide (une deliverator modifiée non disponible) dans un circuit légèrement oval. Si le joueur ne veut pas relever le défi tout de suite il doit alors attendre de perdre la première place pour pouvoir participer aux courses classiques. Les adversaires peuvent par contre participer aux courses normales même en étant à la première place du podium.

## Accueil
Death Rally s'est vendu à 90 000 exemplaires,.